# 11:14
『11:14』（じゅういちじじゅうよんぷん、原題: 11:14）は、2003年に製作されたグレッグ・マルクス監督、ヒラリー・スワンク主演の映画である。

## 概要
夜の“11：14”を中心に起こる様々な出来事に翻弄される人間模様が描かれた群像劇。それぞれの人物がまったく関係ないように見えて、最後には全員が繋がっているという手法が用いられている。出演には、アカデミー賞受賞女優であるヒラリー・スワンクをはじめ、パトリック・スウェイジ、コリン・ハンクス、レイチェル・リー・クックらが顔を揃える。全体にブラック・ユーモアが散りばめられており、サスペンス映画というだけでなく、ブラック・コメディとも呼べる完成度の高い仕上がりになっている。尚、スワンクは同作でプロデューサーも務めている。
WOWOWでは、『惨劇の11時14分』というタイトルで放送された。

## あらすじ
午後11：14、携帯で話しながら深夜のハイウェイを走らせるジャック（ヘンリー・トーマス）は、突然上から降って来た何かで車に衝撃を受ける。車を降りて確認するとそこには顔がつぶれた男らしき死体が転がっていった。隠ぺいしようと慌てて死体を自分の車に詰め込もうとしたその時、偶然中年女性ノーマ（バーバラ・ハーシー）の車が通りかかる。何とか鹿をはねてしまったことで話が終わりそうになった。
そんなことが起こる少し前、ティーン・エイジャーのティム（スターク・サンズ）、マーク（コリン・ハンクス）、エディ（ベン・フォスター）の3人らはふざけながらマークの車でドライブを楽しんでいた。エディが酔っ払いながら調子に乗って窓から身を乗り出した瞬間、車は思い切り通行人と衝突。唖然とする3人は知らない男から発砲され、命からがらその場から逃げる。だが少しした時に、パニックになりながらエディは自分の大切なものを落としてきたと言い始める。
そのまた少し前の時間、フランク（パトリック・スウェイジ）は犬を連れて散歩している途中、墓地で娘シェリー（レイチェル・リー・クック）のボーイフレンド、アーロン（ブレイク・ヘロン）の死体を発見。死体のそばにはシェリーの名前が書かれた車のカギを発見する。娘がアーロンを殺したのだと即座に感じたフランクは、それを隠ぺいするためにハイウェイ沿いの陸橋へ来る。

## キャスト
※括弧内は日本語吹替
- バジー - ヒラリー・スワンク（石塚さより）
- フランク - パトリック・スウェイジ（相沢まさき）
- シェリー - レイチェル・リー・クック（氷上恭子）
- ジャック - ヘンリー・トーマス（芦澤孝臣）
- ノーマ - バーバラ・ハーシー（雨谷和砂）
- マーク - コリン・ハンクス（前野智昭）
- ティム - スターク・サンズ
- エディ - ベン・フォスター
- ダフィ - ショーン・ハトシー
- ハナガン保安官 - クラーク・グレッグ
- ケビン-リック・ゴメス

## スタッフ
- 監督：グレッグ・マルクス
- 製作総指揮：サミー・リー、デヴィッド・ルービン、ヒラリー・スワンク、スチュワート・ホール
- 製作：ボー・フリン、ラジュ・パテル、ジョン・モリッシー
- 脚本：グレッグ・マルクス
- 音楽：クリント・マンセル
- 撮影：シェーン・ハールバット
- 編集：ダン・レーベンタール、リチャード・ノード
- 美術：メイシー・ベナー